# Chien courant norvégien
Pour les articles homonymes, voir Dunker.
Le chien courant norvégien ou plus simplement dunker est une race de chiens originaire de Norvège. C'est un chien courant de taille moyenne, d'allure robuste, à la robe tricolore pouvant être merle. Il s'agit d'un chien de chasse employé comme chien courant. La race est assez peu répandue en dehors de la Norvège.
Le chien courant norvégien ne doit pas être confondu avec les deux autres races de chiens courants de Norvège : le chien courant de Hygen et le chien courant de Halden.

## Historique
Le chien courant norvégien est une race de chien développée en Norvège sans que ses origines anciennes soient connues. C'est une race méconnue et quasiment introuvable en dehors de son pays d'origine.

## Standard
Le chien courant norvégien est un chien courant de taille moyenne, de construction puissante sans être lourde. Le corps est inscriptible dans un rectangle. Épaisse à la base, la queue s’amenuise vers l’extrémité. Droite, elle est portée en formant une légère courbe vers le haut. Elle atteint le jarret ou le dépasse légèrement. Assez longue, la tête n'est pas portée haut et se caractérise par un crâne légèrement bombé et un stop marqué. De couleur foncée et de forme ronde, les yeux sont plutôt grands et non saillants. Les yeux vairons sont admis chez les chiens bleu merle. Attachées à hauteur moyenne, les oreilles de largeur modérée se rétrécissent sur une extrémité arrondie. 
Le poil est droit, dur, dense et pas trop court. L’arrière des cuisses et la queue peuvent être un peu plus fournis. La robe est tricolore : noire ou bleu merle marqué de fauve pâle et de blanc.

## Caractère
Le standard FCI ne donne pas de tempérament ou de caractère typiques de la race. C'est un chien affectueux, intelligent et docile en famille et décidé à la chasse.

## Utilité
Le chien courant norvégien est un chien courant polyvalent, adapté à la chasse dans le froid. C'est également un chien de compagnie agréable, mais il demande de longues sorties quotidiennes.